# 차베스군

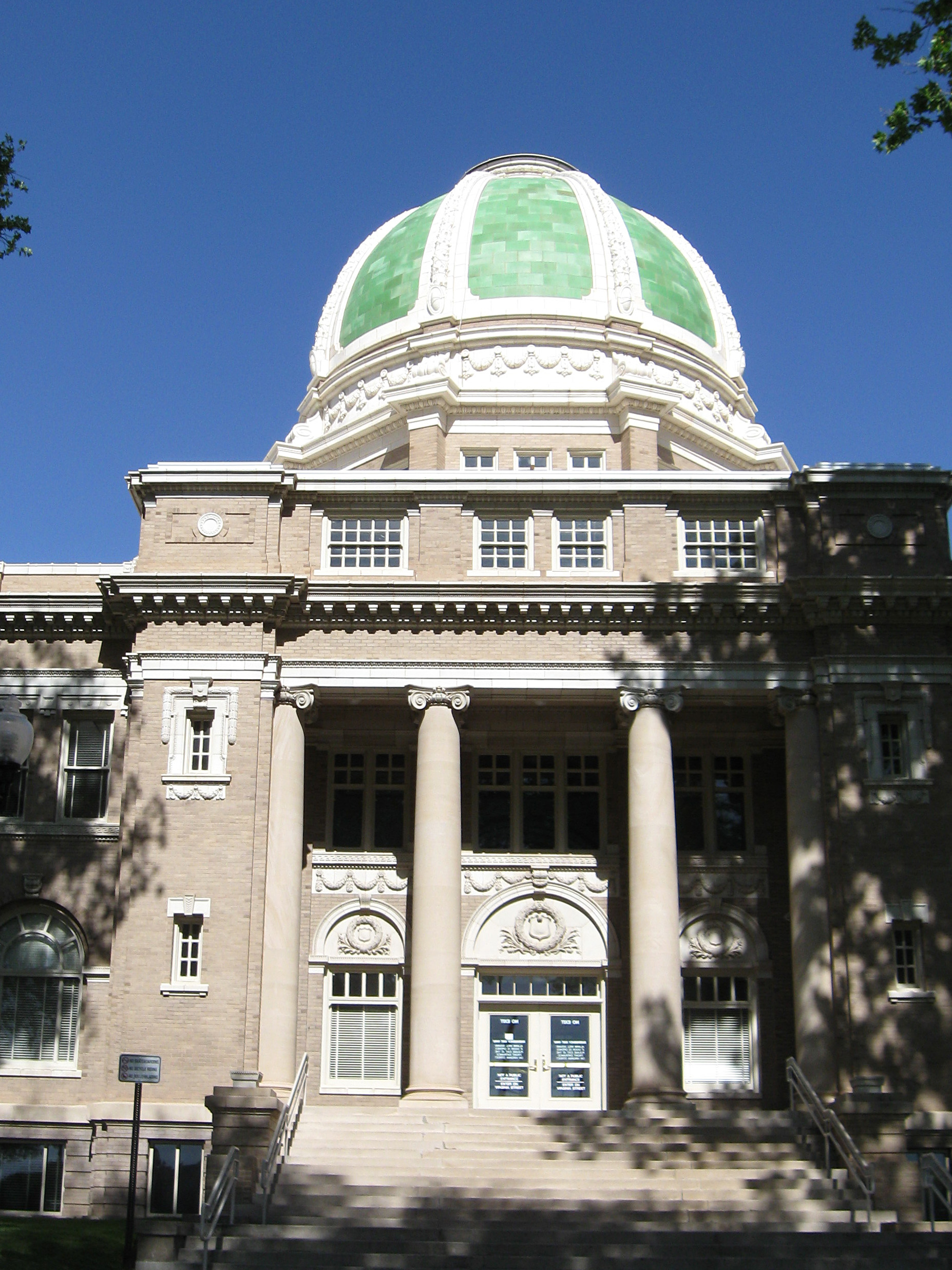

차베스군(Chaves County)은 미국 뉴멕시코주 남동부에 있는 군이다. 2000년 현재, 인구는 61,382명이다. 군청 소재지는 로즈웰이다.

## 지리
총면적은 15,734 km2(6,075 mi²)이다. 이 중 육지 면적은 15,723 km2(6,071 mi²)이고, 수면적은 11 km2(4 mi²)로, 수면적이 차베스 군 면적의 0.07 %를 차지한다.

## 인구
| 인구조사                                                      | 인구   | Note  | %±     |
| ------------------------------------------------------------- | ------ | ----- | ------ |
| 1910년                                                        | 16,850 |       | —      |
| 1920년                                                        | 12,075 |       | −28.3% |
| 1930년                                                        | 19,549 |       | 61.9%  |
| 1940년                                                        | 23,980 |       | 22.7%  |
| 1950년                                                        | 40,605 |       | 69.3%  |
| 1960년                                                        | 57,649 |       | 42.0%  |
| 1970년                                                        | 43,335 |       | −24.8% |
| 1980년                                                        | 51,103 |       | 17.9%  |
| 1990년                                                        | 57,849 |       | 13.2%  |
| 2000년                                                        | 61,382 |       | 6.1%   |
| 2010년                                                        | 65,645 |       | 6.9%   |
| 2019 (추산)                                                   | 64,615 | [ 1 ] | −1.6%  |
| U.S. Decennial Census 1790-1960 1900-1990 1990-2000 2010-2016 |        |       |        |

## 인접하는 군
- 북쪽: 데바카 군
- 북동쪽: 루즈벨트 군
- 동쪽: 리아 군
- 남쪽: 에디 군
- 남서쪽: 오테로 군
- 서쪽: 링컨군